# Liste der Grade-I-Bauwerke in Brighton and Hove

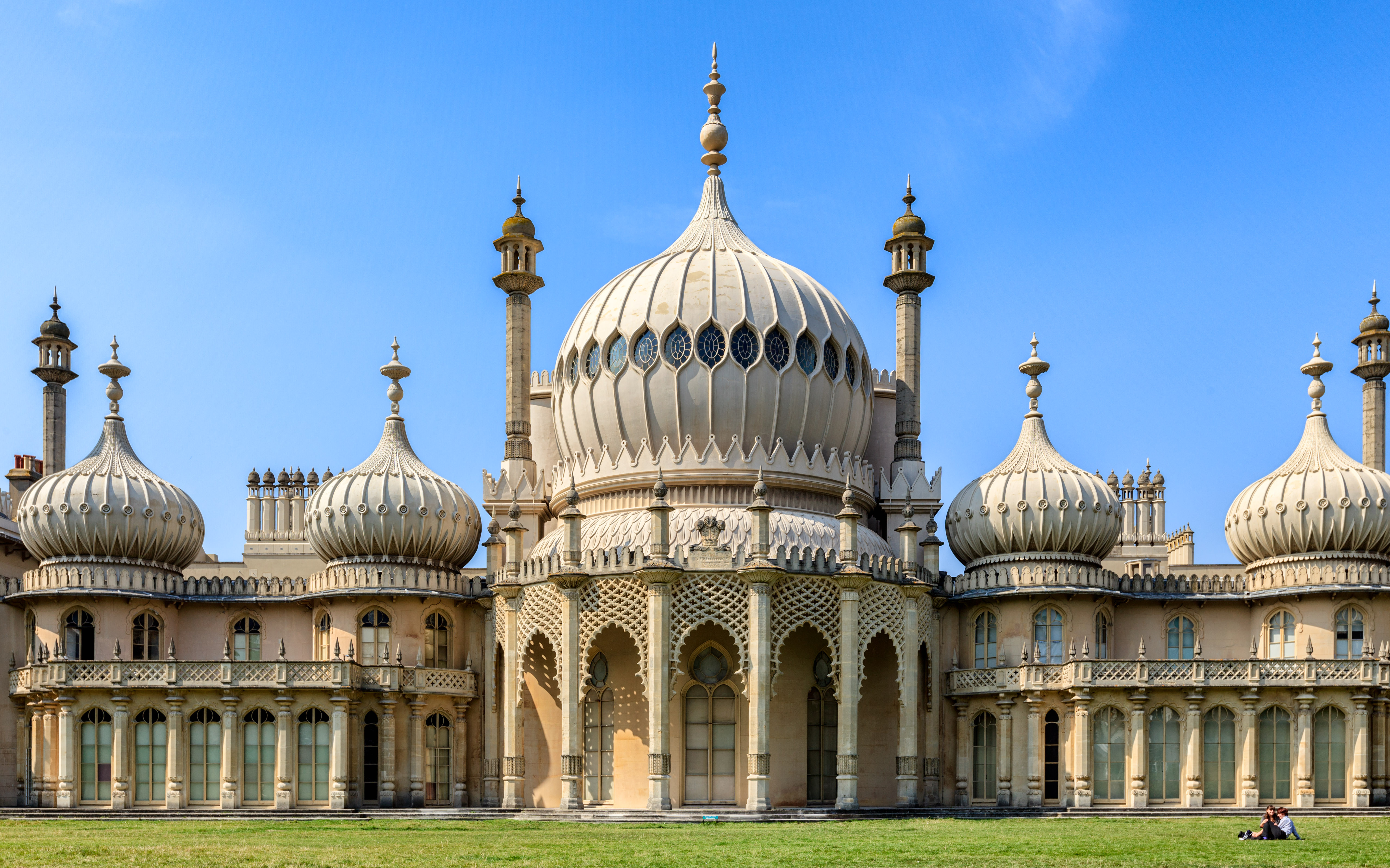
Der Royal Pavilion wurde von John Nash für den Prinzregenten erbaut

Die Liste der Grade-I-Bauwerke nennt die 24 in Brighton and Hove in England als Denkmäler dieses Typs eingestuften Bauwerke oder Bauwerkkomplexe. Die Stadt liegt am Ärmelkanal etwa 85 km südlich von London und wurde 1997 aus den benachbarten Städten Brighton und Hove zusammengeschlossen.
In England ist ein Baudenkmal ein eingetragenes Baudenkmal, wenn es in der amtlichen Liste von Gebäuden mit besonderer Architektur oder historischen Interesses steht, die vom Secretary of State for Culture, Media and Sport geführt wird.  Die gemeinnützige Organisation English Heritage agiert als Agentur für das Ministerium, um den Verwaltungsakt durchzuführen und das Ministerium zu relevanten Punkten zu beraten. Die Eintragungen werden in drei Stufen unterschieden: Grade I, außergewöhnliche Bedeutung; Grade II*, besonders wichtige Gebäude mit mehr als besonderer Bedeutung  und Grade II, das für Gebäude mit besonderer Bedeutung gilt.
Brighton und das westlicher gelegene Hove entwickelten sich unabhängig als Fischerdörfer am Ärmelkanal. Brighton wurde als angelsächsische Siedlung gegründet und hatte zum Zeitpunkt der Abfassung des Domesday Books im Jahr 1086 rund 400 Einwohner. Hove hatte eine lange Geschichte der Landwirtschaft auf den fruchtbaren South Downs hinter der Küste und war auch für den Schmuggel bekannt. Beide Städte waren Mitte des 18. Jahrhunderts im Niedergang, als der ortsansässige Arzt Richard Russell die Durchführung von Wasserkuren in Brighton begann und so die Aufmerksamkeit der höheren Gesellschaft und der Königsfamilie erweckte. Er beauftragte den Architekten John Nash mit dem Bau eines Hauses, das heute zu den bekanntesten in Brighton gehört, der Royal Pavilion.
Durch die Nähe zu London und das Klima begünstigt, entwickelte sich die Stadt zu Beginn des 19. Jahrhunderts schnell. Die Zahl der Häuser in Brighton verdoppelte sich zwischen 1820 und 1830 auf etwa 8000. Drei ortsansässige Architekten, Charles Busby, Amon Wilds und dessen Sohn Amon Henry Wilds, zeichneten verantwortlich für mehrere innovative, praktische und elegante Wohngebäude sowohl in Brighton als auch in  Hove. Kemp Town und Brunswick grenzten an Brightons Kern aus georgianischer und älterer Zeit, verbanden es mit Hove und begründeten eine neue Ära in der architektonischen und gesellschaftlichen Geschichte beider Städte. Kemp Town war hauptsächlich die Arbeit von Barry und dem älteren Wilds und wurde als siebenteiliges Werk gesehen: die beiden am Meer liegenden Terrassen (Arundel Terrace und Chichester Terrace), Sussex Square mit Häuserreihen auf drei Seiten und der zweiteilige Lewes Crescent, der diese Sektionen vereinigte.  Diese sieben Bestandteile sind alle Grade-I-Objekte, genauso wie die vier Sektionen der Brunswick-Bebauung.
Die Kombination der viktorianischen Begeisterung für den Bau von Kirchen, der Bedeutung des Kirchgangs im sozialen Leben der Stadt und die Notwendigkeit, der ärmeren Bevölkerungsschicht einen Platz für die Ausübung ihres Glaubens zu verschaffen, führte dazu, dass man in Brighton und Hove im 19. Jahrhundert zahlreiche Kirchengebäude errichtete. Vier davon haben eine Einstufung in Grade I. Der Bau von Pieren zu Vergnügungszwecken war ein anderer Trend jener Zeit und Brightons West Pier ist einer von nur zwei in Grade I eingestuften Bauten dieser Art in England; nach einer Reihe von schweren Stürmen und Bränden ist das Bauwerk heute eine Ruine. Es wurde 1975 geschlossen, ein Teil davon stürzte 1984 ins Meer und der Westeuropa-Orkan verursachte 1987 weitere Schäden. Danach wurde die Anlage teilweise abgerissen. Zwischen Dezember 2002 und Mai 2003 folgten zwei weitere Zusammenbrüche und zwei Brände.
Im 20. Jahrhundert expandierten sowohl Brighton als auch Hove, indem sie umliegende Ortschaften absorbierten, von denen in etlichen historische Gebäude vorhanden waren. Ovingdean und Stanmer waren solche Orte. Die Pfarrkirche Ovingdeans aus dem 12. Jahrhundert und ein aus dem frühen 18. Jahrhundert stammender Herrensitz in Stanmer Park sind die ältesten Bauwerke, die in Brighton and Hove in Grade I eingestuft sind. Der Bau wurde von Sir Basil Spence entworfen. Falmer House, das Hauptgebäude auf dem Campus der University of Sussex bei Stanmer wurde 1993 als Grade-I-Denkmal eingestuft und ist damit das jüngste Bauwerk auf dieser Liste.
| Name                                                              | Bild | Fertigstellung | Lage                                                | Beschreibung |
| All Saints Church                                                 |      | 1891           | Hove 50° 49′ 49,1″ N, 0° 10′ 2,6″ W                 | John Loughborough Pearson plante die neugotische Kirche, die ein Jahr nach ihrer Fertigstellung zu Hoves Pfarrkirche wurde. Für die Außenfassade wurde örtlich anstehender Sandstein verwendet. Das Sanktuarium und der Altarraum wurden erst 1901 vollendet, der ursprünglich geplante Kirchturm wurde nicht erbaut. |
| 1–13 Arundel Terrace (einschließlich Arundel House)               |      | 1828           | Kemp Town 50° 48′ 54,4″ N, 0° 6′ 32,8″ W            | Diese Terrasse war der erste Teil der Kemp Town und besteht aus einem aus fünf Häusern gebildeten Block mit Säulen korinthischen Säulen in der Mitte, drei Häusern auf jeder Seite davon und einem aus der Reihe vorstehenden Haus an jedem Ende. Jedes dieser Häuser hat drei Stockwerke und umfasst drei symmetrisch Joche, insgesamt 39. |
| 1–29 Brunswick Square                                             |      | 1827           | Brunswick 50° 49′ 26,4″ N, 0° 9′ 30,6″ W            | Die Ostseite des Brunswick Squares wurde 1825 begonnen. Die dort stehenden Häuser haben vier oder fünf Stockwerke und die Fensterfronten umfassen jeweils drei Fenster. Sechs Häuser haben flache Vorderseiten, der Rest hat eine gebogene Vorderfront. Von den Häusern mit den flachen Frontseiten weisen vier Gebäude korinthische Pilaster auf, die eine Balustrade tragen. Die ursprünglichen Aufschiebfenster und eisernen Balkone sind noch vorhanden. |
| 30–58, 30A und 33A Brunswick Square                               |      | 1827           | Brunswick 50° 49′ 27,8″ N, 0° 9′ 34,9″ W            | Die westliche Seite des Platzes ähnelt dem östlichen Teil. Die Höhe der Bebauung variiert zwischen drei, vier und fünf Etagen. Auch die Breite ist nicht einheitlich. Die Fensterfront bei den meisten der Häuser umfasst drei Fenster, einige haben jedoch nur zwei davon. Die Architekten verwendeten eine Mischung von ionischen, korinthischen und dorischen Säulen, Pilastern und Antepagmenten. Die Zäune zur Straße hin sind aus Gusseisen. |
| 1–6 Brunswick Terrace                                             |      | 1828           | Brunswick 50° 49′ 23,2″ N, 0° 9′ 25,2″ W            | Wilds und entwarfen den östlichsten Abschnitt der Brunswick Terrace als fünfteiligen Gebäudekomplex, dessen Mittelabschnitt vier Stockwerke und sechs Joche umfasst. Die beiden mittleren Joche werden durch einen Ziergiebel zusammengefasst. An den Flanken davon stehen jeweils zwei Häuser mit drei Stockwerken und drei Fenstern nebeneinander. Das innenliegende Haus davon hat eine gebogene Fassade, das äußere ist mit ionischen Säulen ausgestattet. |
| 7–19 Brunswick Terrace                                            |      | 1828           | Brunswick 50° 49′ 23,9″ N, 0° 9′ 29,2″ W            | Diese dreistöckige Gebäudereihe verfügt über ein Mansarddach, das zwischen den steiler aufgerichteten Dächern der äußeren Joche eingebettet ist. Das fünfteilige Design der Häuserreihe ist symmetrisch aufgebaut; an beiden Enden liegt ein Haus mit drei Jochen, hinzu kommen zwei Abschnitte mit zwölf Jochen und der mittlere Abschnitt mit neun Jochen unter einem Giebeldreieck, dass die Inschrift BRUNSWICK TERRACE trägt. Korinthische Säulen, Pilaster und Kapitelle sind durchgehende Merkmale.                                                                |
| 20–32 Brunswick Terrace                                           |      | 1828           | Brunswick 50° 49′ 25″ N, 0° 9′ 38,5″ W              | Der Entwurf dieser Gruppe von Häusern war identisch zu der in 7–19 Brunswick Terrace; die dort fehlende Kuppel über dem Ziergiebel mit der Inschrift BRUNSWICK TERRACE ist hier allerdings noch vorhanden. |
| 33–42 Brunswick Terrace                                           |      | 1828           | Brunswick 50° 49′ 25,7″ N, 0° 9′ 43,9″ W            | Der westliche Teil der Terrasse bestand aus neun Häusern und einem Hotel. Eine Gedenktafel erinnert an den sechsmonatigen Aufenthalt des Prinzen von Metternich zwischen 1848 und 1849. Im zweiten von insgesamt vier Stockwerken besteht eine durchlaufender Balkon aus Gusseisen. Zwischen den Fenstern im zweiten und vierten Stock befinden sich Pilaster, die von korinthischen Kapitellen abgeschlossen werden. |
| 1–14 Chichester Terrace, Chichester House und verbundene Geländer |      | 1855           | Kemp Town 50° 48′ 58″ N, 0° 6′ 49,7″ W              | Die drei östlichen Häuser an der westlichen zur See gewandten Terrasse von Kemp Town wurden zuerst gebaut, die weiteren wurden erst im Laufe der Zeit bis 1855 fertiggestellt. Haus Nummer 14 stand nach dem Bau 1832 einige Jahre lang alleine. Thomas Cubitt erbaut die Häuser Nummer 4–14, wobei er Wilds und Busbys Entwurf als Grundlage verwendete. Dabei ließ er einige der bei den Häusern Nummer 1–3 verwendeten Elemente weg, etwa die korinthischen Pilaster. Mehrere dieser Gebäude erhielten im 20. Jahrhundert ein zusätzliches Stockwerk.                  |
| The Corn Exchange und Dome Theatre                                |      | 1808           | Brighton 50° 49′ 24,6″ N, 0° 8′ 17,9″ W             | William Porden erbaute für König Georg IV. die Reitschule und Ställe im indo-islamischen Stil. Diese hatten eine rund 25 Meter durchmessende Kuppel aus Glas und Holz, die dem Gebäude den Namen gab. Es wurde in den 1930er Jahren in ein Theater- und Konzertgebäude umgewandelt. |
| Falmer House                                                      |      | 1962           | University of Sussex 50° 49′ 24,6″ N, 0° 8′ 17,9″ W | Basil Spence verwendete die moderne Architektur für seine Arbeit an dieser nach dem Zweiten Weltkrieg gegründeten Universität. Falmer House ist das Hauptgebäude auf dem Campus und mit Betongewölben und -bögen, kontrastierenden Stützpfeiler aus roten Backsteinen sowie Kupferverblendungen auf dem Flachdach versehen. |
| 1–14 Lewes Crescent                                               |      | 1828           | Kemp Town 50° 48′ 58,7″ N, 0° 6′ 44,6″ W            | Thomas Cubitt, der eine gewisse Zeit in Nummer 13 wohnte, erbaute mehrere der Häuser im Halbmond nach den Entwürfen von Wilds und Busby. Fünf der Häuser treten leicht hervor und die Häuser an beiden Enden sind deutlich gebogen. Jedes Haus hat eine Fensterfront mit drei Fenstern und einen gusseisernen Balkon im zweiten Stock. |
| 15–28 Lewes Crescent                                              |      | 1828           | Kemp Town 50° 48′ 56,5″ N, 0° 6′ 35,3″ W            | Die Anordnung der Bebauung an der östlichen Seite von Lewes Crescent ist ähnlich der der gegenüberliegenden Häuserreihe, obwohl sich die architektonischen Details der einzelnen Gebäude unterscheidet. Die meisten Eingänge sind von dorischen Säulen flankiert und an drei Häusern sind Antepagment, toskanische Pilaster vorhanden. Die Häuser an den Enden sind gebogen, um die Häuserreihe an die Bebauung der Arundel Terrace und am Sussex Square anzuschließen.                                                                                                   |
| Marlborough House                                                 |      | 1786           | Brighton 50° 49′ 19,2″ N, 0° 8′ 19″ W               | Der Besitzer von Brightons Castle Hotel ließ sich dieses Haus 1769 erbauen. Zwei Jahre später kaufte es der 4. Duke of Marlborough, der es 1786 an den Politiker William Gerard Hamilton veräußerte. Hamilton beauftragte Robert Adam mit dem Umbau. Das fünfjöchige Bauwerk ist an den äußeren Jochen mit Ziergiebeln, dorischen Säulen und palladianischen Fenstern ausgestattet. Nikolaus Pevsner bezeichnet es als „das feinste Haus in Brighton“. |
| Royal Pavilion                                                    |      | 1823           | Brighton 50° 49′ 21″ N, 0° 8′ 15″ W                 | Dieses „Vermächtnis eines verschwenderischen Prinzen“ verkörpert sowohl die Ära des Regency als auch Brighton selbst. Es dauerte mehr als 35 Jahre, um ein altes Bauernhaus an der Old Steine Road in die Residenz des Prinzregenten umzuwandeln, der Brighton schon kurze Zeit später verließ. Das opulente Äußere ist eine Kombination von indo-islamischer Architektur und Orientalismus. |
| St Andrew’s Church                                                |      | 1827           | Brunswick 50° 49′ 24,6″ N, 0° 9′ 25,6″ W            | Charles Barry baute diese Kirche als Privatkapelle für Edward Everard, der sich mit dem Architekten Charles Busby zerstritten hatte. Busby war ursprünglich vorgesehen, um die Kirche zu planen. Barrys Entwurf war die erste Anwendung des italienischen Baustils für eine Kirche in England. Das Bauwerk wurde 1990 für überflüssig erklärt und gehört nun dem Churches Conservation Trust. |
| St Bartholomew’s Church                                           |      | 1874           | New England Quarter 50° 49′ 50,9″ N, 0° 8′ 13,9″ W  | Das gigantisch wirkende Erscheinungsbild dieser Kirche wird akzentuiert durch das Fehlen von Gängen im Kirchenschiff, dem größten in einer britischen Pfarrkirche. Edmund Scotts Entwurf wurde inspiriert durch die Arche Noah und verursachte Ende des 19. Jahrhunderts Kontroversen, genau wie es der anglo-katholische ausgerichtete Pfarrer Arthur Wagner mit seinen Gottesdiensten tat. |
| St Michael and All Angels Church mit den verbundenen Mauern       |      | 1895           | Brighton 50° 49′ 38,6″ N, 0° 8′ 59,3″ W             | Diese Gebäude im italienisch anmutenden Stil vereint zwei Kirchen in einem Bauwerk: die von George Frederick Bodley 1862 erbaute Kirche wurde das Südschiff der von William Burges geplanten und nach dessen Tod vollendeten Erweiterung. Dabei wurde derselbe Stil mit den roten Backsteinen und hellen Sandsteinbändern verwendet. Das Innere der Kirche ist mit mehrfarbigen Ziegelwerk und Buntglas verziert und verfügt über restaurierte Altarretabel aus dem 15. Jahrhundert auf.                                                                                  |
| St Wulfran’s Church                                               |      | ca. 1100       | Ovingdean 50° 48′ 56,5″ N, 0° 4′ 39″ W              | Ovingdean wurde 1928 zum Stadtteil von Brighton und ist noch immer ein von Feldern umgebenes Dorf. Die im 12. Jahrhundert erbaute Kirche gilt als das älteste Bauwerk in Brighton and Hove. Der Kirchturm wurde im 13. Jahrhundert erbaut, die Terrasse entstand während der Renovierung im 19. Jahrhundert. |
| Stanmer House                                                     |      | 1727           | Stanmer 50° 52′ 9,5″ N, 0° 6′ 7,9″ W                | Henry Pelham beauftragte Nicholas Dubois mit dem Umbau des Familiensitzes östlich von Brighton. Der Herrensitz im palladinischen Stil erstreckt sich über acht Joche, von denen drei hervortreten. Das aus Backstein, Werkstein und Feuerstein erbaute Haus ist das einzige noch bestehende Werk von Dubois in England. |
| 1–10 Sussex Square                                                |      | 1827           | Kemp Town 50° 49′ 0,5″ N, 0° 6′ 41,4″ W             | Jedes dieser Häuser hat drei Stockwerke, eine Fensterfront mit drei Fenstern und gusseiserne Balkone. Dorische und toskanische Säulen wurden für die Eingangsveranden verwendet. Die Häuser mit den Nummern 1, 4, 7 und 10 verfügen über komposite Säulen im zweiten Stock. Diese Gebäude bilden den westlichen Teil des Sussex Square, dem Mittelpunkt von Kemp Town. |
| 11–40 Sussex Square                                               |      | 1827           | Kemp Town 50° 49′ 4,1″ N, 0° 6′ 36,4″ W             | Thomas Read Kemp, der Kemp Town gründete und finanzierte, lebte von 1827 an für ein Jahrzehnt im Haus Nummer 22. Mit Ausnahme von zwei Häusern verfügen alle Gebäude an der U-förmigen Terrasse über Fassaden mit drei Fenster. Die in der Mitte liegenden Häuser mit den Nummern 25 und 26 umfassen neun Fenster. An der Ost- und Westseite springen sechs Häuser hervor. Diese sind mit Säulen der Kolossalordnung ausgestattet. |
| 41–50 Sussex Square                                               |      | 1827           | Kemp Town 50° 49′ 1,9″ N, 0° 6′ 34,2″ W             | Der östliche Teil des Sussex Square entspricht grob seinem westlichen Gegenstück. Die Häuser haben drei Joche, drei Fenster und die Geländer der Balkone oder Veranden sind aus Gusseisen gefertigt. Jedes dritte Haus ragt aus der Reihe hervor und verfügt über komposite Pilaster. |
| West Pier                                                         |      | 1866           | Brighton 50° 49′ 14,9″ N, 0° 9′ 4″ W                | Eugenius Birch begann mit dem Bau dieser Mole – einer der ersten ausschließlich zu Vergnügungszwecken dienenden Bauwerke dieser Art im Vereinigten Königreich – im Jahr 1863. Beim Bau wurde Gusseisen und Schmiedeeisen verwendet. Die Mole wurde 1893 auf eine Länge von 335 m erweitert. Die Erweiterung wurde aus Stahl konstruiert. Am dem Meer zugewandten Ende entstand 1890 ein Pavillon und 1916 ein Konzertsaal. In den 1970er Jahren wurde das Bauwerk als unsicher eingestuft und gesperrt. Seitdem ist es der Zerstörung durch Brände und Stürme ausgesetzt. |